# Tunnel de Kherrata
Le tunnel de Kherrata est un tunnel routier situé sur la commune de Kherrata, percé sous les Babors, reliant la wilaya de Béjaïa à celle de Sétif. D'une longueur de 7 km, il est plus long tunnel routier d'Algérie. Le tunnel de Kherrata est constitué d'une galerie unique à double sens.

## Historique
Le tunnel de Kherrata est réalisé par une entreprise italienne. L'ouvrage est inauguré en 1988 par le ministre algérien des transports. En 2014, des travaux de modernisation du tunnel sont effectués par un bureau espagnol, au programme les remplacements des systèmes d'éclairage, de ventilation et extraction des fumées, de la télésurveillance,.
Le 17 juin 2017, un véhicule a pris feu à l'intérieur du tunnel, l'incendie n'a pas fait de victimes. Le tunnel a été fermé à la circulation pendant plusieurs heures, provoquant l'arrêt total du trafic routier sur la route nationale 9. Dans les milieux confinés comme les tunnels, les incendies sont à haut risque en raison des difficultés d'évacuation des fumées asphyxiantes qui sont extrêmement dangereuses pour les usagers.

## Caractéristiques
Le tunnel de Kherrata est composé de trois tunnels consécutifs, d'une longueur totale de quelque 7 km. Il s’agit du plus long tunnel routier d'Afrique.
Le trafic roule dans un tube unique en 2 × 1 voies. La vitesse y est limitée à 80 km/h et désormais une distance de sécurité entre chaque véhicule est exigée.

## Fréquentation
Le trafic quotidien du tunnel dépasse les 22 000 véhicules avec des pointes de 30 000 notamment en période estivale. Les poids lourds, qui représentent 45 % du trafic, ne peuvent emprunter le tunnel dans le sens ascendant.